# 1801
Промислова революція •  Російська імперія • Наполеонівські війни

## Геополітична ситуація
На троні Російської імперії Павла I змінив Олександр I (до 1825). Україну розділено між двома державами. Королівство Галичини та Володимирії належить Австрії. Правобережжя, Лівобережжя та Крим належать Російській імперії. Задунайська Січ існує під протекторатом Османської імперії.
В Османській імперії править султан Селім III (до 1807). Під владою османів перебувають Близький Схід та Єгипет, Середземноморське узбережжя Північної Африки, частина Закавказзя, значні території в Європі: Греція, Болгарія і Сербія. Васалами османів є Волощина та Молдова.
Священна Римська імперія охоплює, крім німецьких земель, Угорщину з Хорватією, Трансильванію, Богемію. Імперію очолює Франц II (до 1835). Король Пруссії — Фрідріх-Вільгельм III (до 1840).
У Французькій республіці триває період Консулату, посаду першого консула обіймає Наполеон Бонапарт. Франція має колонії в Північній Америці та Індії. Король Іспанії — Карл IV (до 1808). Королівству Іспанія належать південь Італії, Нова Іспанія, Нова Гранада, Віцекоролівство Перу, Внутрішні провінції та Віцекоролівство Ріо-де-ла-Плата в Америці, Філіппіни. У Португалії королює Марія I (до 1816). Португалія має володіння в Бразилії, в Африці, в Індії, в Індійському океані й Індонезії. На троні Великої Британії сидить Георг III (до 1820). Британія має колонії в Північній Америці, на Карибах та в Індії.
Сполучені Штати Америки займають територію частини колишніх британських колоній. Посаду президента США обіймає Томас Джефферсон. Територія на півночі північноамериканського континенту належить Великій Британії, вона розділена на Нижню Канаду та Верхню Канаду, територія на півдні та заході континенту належить Іспанії і Франції.
У нижніх землях встановилася Батавська республіка. Вона має колонії в Америці, Індонезії та на Формозі. Король Данії та Норвегії — Кристіан VII (до 1808), на шведському троні сидить Густав IV Адольф (до 1837). На Апеннінському півострові існують маріонеткові Лігурійська, Цисальпійська республіки та інші, що перебувають під протекторатом Франції, відновила незалежність Папська держава.
В Ірані при владі Каджари. Імперія Маратха контролює значну частину Індостану. Зростає могутність Британської Ост-Індійської компанії. У Пенджабі виникла Сикхська держава. У Бірмі править династія Конбаун. У Китаї володарює Династія Цін. У Японії триває період Едо.

## Події

### У світі
- 1 січня завершився процес об'єднання Великої Британії та Ірландії в Сполучене Королівство.
- 3 січня Туссен Лувертюр з тріумфом увійшов у Сан-Домінго.
- 4 лютого Вільям Пітт молодший подав у відставку з посади прем'єр-міністра Великої Британії.
- 9 лютого Франція та Велика Британія уклали між собою Люневільський мир.
- 4 березня Томас Джефферсон склав присягу президента США.
- 10 березня у Великій Британії проведено перший перепис населення. В Англії та Уельсі мешкає 8,9 млн осіб, у Лондоні — 860 тисяч.
- 14 березня прем'єр-міністром Сполученого Королівства став Генрі Аддінгтон.
- 23 березня убито російського імператора Павла I. Його спадкоємцем став Олександр I.
- 21 квітня Ранджит Сінгх проголосив себе магараджею Пенджабу.
- 10 травня почалася Перша берберійська війна між США та державами Магрибу.
- З 20 травня по 9 червня тривала Апельсинова війна між Іспанією та Португалією. Вона закінчилася укладенням Бадахоського договору. Португалія втратила місто Олівенса.
- 27 червня британські війська захопили Каїр.
- 7 липня Туссен Лувертюр оголосив себе пожиттєвим імператором усього острова Гаїті.
- 18 липня Наполеон підписав конкордат з папою Пієм VII.
- 12 вересня проголошено маніфест про так зване приєднання Грузії до Росії.
- 30 вересня у Лондоні підписано попередню угоду про мир між Францією та Сполученим Королівством.

### Наука та культура
- Джузеппе Піацці відкрив карликову планету Цереру.
- Джон Дальтон емпірично встановив закон Дальтона.
- Томас Юнг явищем інтерференції продемонстрував доказ хвильової природи світла.
- Жозеф Марі Жаккар продемонстрував жакардовий ткацький верстат.
- Річард Тревітік та Ендрю Вівіан сконструювали дорожний паровий локомотив.
- Чарльз Гатчет повідомив про відкриття нового хімічного елемента, який він назвав колумбієм (пізніше перейменовано в Ніобій).
- Андрес Мануель дель Ріо відкрив хімічний елемент Ванадій.
- Карл Фрідріх Гаус опублікував підручник з теорії чисел «Арифметичні дослідження».
- Медаль Коплі отримав лікар Естлі Купер.
- Відбулася прем'єра п'єси Фрідріха Шиллера «Орлеанська діва».
- Відбулася прем'єра балету Бетховена «Творіння Прометея».
- Уперше виконана ораторія Гайдна «Пори року».

### Засновані
- Сполучене Королівство Великої Британії та Ірландії
- Грузинська губернія
- Етрурське королівство
- Олонецька губернія
- Університет Південної Кароліни.

### Зникли
- Королівство Великої Британії
- Картлі-Кахетинське царство
- Ірландське королівство
- Литовська губернія
- Мухрані
- Область Президій

## Народились
Дивись також Категорія:Народились 1801

## Померли
Дивись також Категорія:Померли 1801
- 24 березня — Павло I, російський імператор